# Nguyễn Hồng Phong (nhà sử học)
Nguyễn Hồng Phong (1929 - 1998) tên thật là Trịnh Công Hồng, là một Giáo sư sử học Việt Nam. Ông từng là Viện trưởng Viện Sử học Việt Nam. ông đã cùng các GS. Văn Tân, Nguyễn Đổng Chi, Vũ Ngọc Phan, Hoài Thanh biên soạn bộ Sơ thảo lịch sử Văn học Việt Nam gồm 5 tập, đặt nền móng cho việc nghiên cứu lịch sử văn học Việt Nam. 

## Tiểu sử
Ông Nguyễn Hồng Phong sinh tại làng Văn Ấp, xã Bồ Đề, huyện Bình Lục, tỉnh Hà Nam, xuất thân trong một gia đình công chức nhỏ. Cuối năm 1948 sau khi học xong trung học phổ thông, ông trở thành hội viên Hội Nghiên cứu Chủ nghĩa Mác ở Liên khu I. Sau một thời gian làm công tác truyền bá, giảng dạy về chính trị và triết học, năm 1956, ông chuyển về công tác tại Ban Nghiên cứu Văn Sử Địa, tiền thân của Viện Sử học, Viện Văn học và Viện Khoa học xã hội ngày nay.

## Các sách xuất bản
- Truyện tiếu lâm Việt Nam - lý luận và tuyển tập (1957)
- Ruộng đất trong lịch sử chế độ phong kiến Việt Nam (1959)
- Xã thôn Việt Nam, xuất bản năm 1959, được xem là tác phẩm đầu tiên ở nước ta nghiên cứu về nông thôn một cách có hệ thống và toàn diện theo quan điểm Mác xít;
- Tìm hiểu tính cách dân tộc xuất bản năm 1963, trình bày kết quả nghiên cứu của mình về tính cách dân tộc Việt Nam cổ truyền biểu hiện trong văn học, nghệ thuật và trong đời sống.
- Truyện cười dân gian Việt Nam (1964)
- Di sản làng xã trước cách mạng xã hội chủ nghĩa (1978)
- Văn hóa chính trị Việt Nam - Truyền thống và hiện đại.
- Một số vấn đề về hình thái kinh tế xã hội, văn hóa và phát triển. Những bài viết là những suy nghĩ của ông về việc tìm kiếm một con đường phát triển của Việt Nam
- "Một số công trình nghiên cứu khoa học xã hội và nhân văn" do bạn bè và gia đình xuất bản thành 3 tập sách với các nội dung: Sử học (tập 1), văn học (tập 2), Văn hóa và phát triển (tập 3).

## Nhận xét
Theo GS. Phan Huy Lê thì Nguyễn Hồng Phong đã đưa Triết học đến gần với Sử học hay như GS. Phong Lê nói, ông đã đưa chất thơ vào Sử học, bôi trơn cho lĩnh vực này làm cho nó trở nên mềm mại hấp dẫn hơn. GS. Vũ Khiêu có nhận xét rằng, ở Việt Nam tuy không có triết gia, nhưng Văn - Sử - Triết bất phân. Các nhà thơ lớn của Việt Nam đều là những triết gia: Nguyễn Gia Thiều với Cung oán ngâm khúc, Nguyễn Du với Truyện Kiều... đầy những suy nghĩ triết học. Có lẽ Nguyễn Hồng Phong đã vận dụng được đặc điểm này để làm điểm tựa cho phương pháp luận của mình trong nghiên cứu khoa học. Uyên bác và tài hoa là hai phẩm chất nổi trội trong con người ông.